# Aphantochilus inermipes
Aphantochilus inermipes är en spindelart som beskrevs av Eugène Simon 1929. 
Aphantochilus inermipes ingår i släktet Aphantochilus och familjen krabbspindlar. Inga underarter finns listade i Catalogue of Life.